# 네페레프레

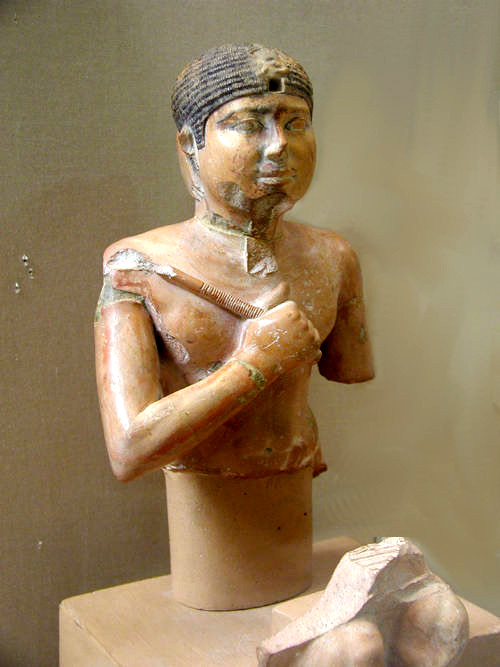

네페레프레는 이집트 제5왕조의 파라오이다. "레는 아름답다"라는 뜻이다. 라네프에르에프라는 별칭도 있다.
마네토의 연대기에 의하면 네페레프레는 20년을 다스렸다. 하지만 아부시르에 위치한 그의 미완성 피라미드의 상태 등을 고려해볼 때 이 숫자는 과장된 것으로 여겨진다. 토리노 파피루스에 의하면 네페레프레의 통치 기간은 2년 이하이다.
체코의 이집트학 학자인 미로슬라프 베르너는 이에 대해 "왕의 예상치 못한 빠른 죽음으로 인해 왕의 기념비 건설이 중단되었다. (···) 피라미드 복도 끝 구석에 재위 1년이라는 글귀가 새겨져 있다. 네페레프레의 재위기간은 2년을 넘기 못했다."고 결론지었다.
네페레프레는 네페리르카레의 아들이었다. 그에 관한 자세한 것은 남아있지 않으며, 짧은 재위기간으로 인해 다른 건축물이 발견된 것도 없다. 일반적으로 그는 솁세스카레의 뒤를 이은 것으로 알려져 있지만, 이 역시도 확실하게 밝혀진 것은 아니다.
| 전임 솁세스카레 | 제5대 이집트 제5왕조의 파라오 기원전 2460년 ~ 기원전 2458년 | 후임 니우세르레 |